# Omicidio di Polly Klaas
L'omicidio di Polly Klaas venne commesso il 1º ottobre 1993; la vittima era una bambina di dodici anni che fu prima rapita da casa sua a Petaluma, in California, e in seguito strangolata da Richard Allen Davis, che venne per questo condannato nel 1996 alla pena di morte. Il caso ottenne attenzione nazionale e l'attrice Winona Ryder, cresciuta a Petaluma, offrì 200.000 dollari di ricompensa per il ritorno a casa della bambina sana e salva. Dopo la sua morte, la Ryder dedicò la sua interpretazione nel film Piccole donne alla memoria della bambina, dal momento che era il libro preferito della ragazza. Nei due mesi successivi al rapimento, circa 4.000 persone parteciparono alle ricerche, mentre programmi televisivi come 20/20 e America's Most Wanted seguirono la vicenda del rapimento.

## Eventi
Il 1º ottobre 1993 Polly invitò due amiche per un pigiama party. Quella sera, Richard Allen Davis entrò nella sua stanza con un coltello e legò le due amiche di Polly, coprendone la testa con delle federe per cuscini, dicendo loro di contare fino a mille per poi fuggire, rapendo Polly. Un bollettino con le informazioni sul sospettato fu rilasciato 30 minuti dopo il rapimento, e il giorno stesso venne trasmesso sul canale dello sceriffo della Contea di Sonoma.
In una zona rurale di Santa Rosa, località sita a circa 30 chilometri da Petaluma, una babysitter notò un veicolo sospetto abbandonato in prossimità del vialetto di casa della sua datrice di lavoro; la proprietaria di casa decise di controllare e, mentre era alla guida, incrociò Davis; una volta giunta a una stazione di servizio chiamò il 911 e vennero inviati due agenti, i quali però non sapevano ancora del rapimento e della descrizione del sospettato, poiché le unità di polizia della Contea di Sonoma erano sintonizzate su un canale diverso da quello impiegato dallo sceriffo. I due annotarono il numero della patente e della targa del sospettato, ma erano privi di mandati d'arresto. Tentarono quindi di convincere la signora a sporgere denuncia nei confronti del sospettato per violazione di domicilio poiché, secondo le leggi della California, un cittadino può effettuare l'arresto per questo tipo di reato. Il proprietario sarebbe dovuto andare verso l'auto con gli agenti e dire "ti arresto" e gli agenti lo avrebbero quindi preso in custodia, ma la signora rifiutò di farlo.
Gli agenti chiamarono quindi un carro attrezzi per rimuovere la macchina del sospettato. Prima dell'arrivo del carro attrezzi l'auto fu perquisita. L'unica possibile infrazione era un contenitore aperto per la birra presente nella macchina, ma il sospettato non stava guidando quando gli agenti si avvicinarono e il semplice possesso di un contenitore aperto di birra non era illegale. Prima che al sospettato fosse data l'autorizzazione ad andarsene dovette svuotare il contenitore di birra e gli agenti ne presero le generalità compilando un foglio, che mostrò come Davis era l'uomo intercettato a bordo della Ford Pinto.
Il 28 novembre 1993 il proprietario dell'abitazione stava ispezionando la proprietà, quando trovò degli oggetti che credette fossero collegati al rapimento. Uno degli oggetti ritrovati, un paio di leggins strappati, fu collegato attraverso un'analisi effettuata dai laboratori dell'FBI a un altro pezzo degli stessi leggins che furono presi come prova la notte del rapimento. Da un'analisi delle chiamate fatte quel giorno si arrivò al nome di Davis, il quale venne identificato grazie alla registrazione che effettuarono gli agenti; l'impronta del palmo della mano sul luogo del rapimento fu collegata all'uomo. Il dipartimento dello sceriffo della contea di Sonoma, insieme alla polizia di Petaluma e all'FBI, iniziarono una perlustrazione della proprietà e dell'area attorno a Pythian Road. I primi due giorni di ricerche furono svolti nella massima riservatezza possibile, dal momento che il sospettato era sotto sorveglianza in un ranch indiano a Ukiah, in California. Dopo che le ricerche non diedero risultati e la sorveglianza di Davis non diede alcun frutto, venne presa la decisione di arrestarlo per il rapimento della Klaas.
Mentre Davis veniva interrogato dalla polizia di Petaluma e dall'FBI, una grande ricerca fu iniziata venerdì 3 dicembre. Il Dipartimento dello Sceriffo della contea di Sonoma venne aiutato da oltre 500 membri di un team di ricerca di oltre 24 corpi di polizia di altre contee, tra cui la polizia di Kern County in California e della Washoe County nel Nevada. Le ricerche furono coordinate dal California State Office of Emergency Services, da squadre dell'FBI e da altri corpi di polizia statale e federale. Le ricerche rimangono ancora oggi tra le più grandi mai effettuate in California, e proseguirono fino a sabato 4 dicembre; esse permisero di trovare altri oggetti, ma nessun corpo. Le ricerche sarebbero dovute continuare fino al giorno dopo, ma il pomeriggio del 4 dicembre Davis confessò il rapimento e l'uccisione della Klaas, portando gli investigatori nel luogo dove si trovava il cadavere. L'aveva seppellita in una buca poco profonda appena fuori la Highway 101, circa due chilometri a sud di Cloverdale, in California. Nonostante Davis ammise di aver strangolato la ragazza, si rifiutò di dare la cronologia degli eventi di ciò che accadde il 1º ottobre; si ritiene che l'avesse uccisa prima dell'arrivo degli agenti e che l'avesse seppellita nella fitta boscaglia nel colle sopra il luogo in cui aveva lasciato la macchina.

## Processo e condanna a morte
Dopo un lungo e agitato processo, Davis fu condannato il 18 giugno 1996 per omicidio di primo grado e quattro aggravanti (rapina, furto con scasso, rapimento e atti osceni con minorenne) per la morte della Klaas. La Corte Superiore di San Jose condannò Davis a morte. Nel suo discorso prima della sentenza, Davis provocò scandalo nel paese deridendo la famiglia della vittima, mostrando il dito medio alle telecamere e dicendo che le ultime parole dette dalla bambina furono che il padre la molestava frequentemente. Il giudice Thomas Hastings lo condannò a morte per iniezione letale dichiarando che "È molto facile per me pronunciare questa sentenza, dato il suo comportamento rivoltante in questo tribunale".
Davis è attualmente rinchiuso nel braccio della morte nel carcere di San Quintino, nella Marin County, in California. Dopo essere sopravvissuto, mentre era in prigione, a un'overdose e a diversi attacchi da parte di altri detenuti, Davis è ora in isolamento e ha continuato a chiedere con il suo avvocato negli ultimi 17 anni svariati appelli, e ne ha ancora diversi prima che la sentenza possa essere portata a compimento. Secondo la Associated Press, l'avvocato di Davis si è lamentato che l'apparente incapacità della California di perfezionare in tempi ragionevoli un'esecuzione lo ha costretto a "sopportare l'incertezza e la tensione sempre presenti nel braccio della morte per un tempo così lungo, che costituisce una punizione crudele e inconsueta".

## Conseguenze del delitto
Il corpo della Klaas fu cremato e le sue ceneri furono sparse nell'Oceano Pacifico dalla sua famiglia. Sulla scia del delitto, il padre della Klaas, Marc Klaas, divenne un avvocato per i diritti dei bambini e fondò la KlaasKids Foundation. Si è reso disponibile per i genitori dei bambini rapiti ed è apparso varie volte in televisione in programmi come il Larry King Live, CNN Headline News e Nancy Grace. Cinque anni dopo l'omicidio, un centro di arti performative fu rinominato in suo onore.
La storia del rapimento della Klaas e della caccia per Davis sono raccontati nella prima stagione e nel primo episodio della serie di documentari The FBI Files dal titolo Polly Klaas: Kidnapped (trasmesso per la prima volta il 20 ottobre 1998). Investigation Discovery ricreò il rapimento e l'omicidio nel programma Motives & Murder: Cracking the Case: Who Took Polly Klaas? (quarta stagione, episodio 4).
Sull'onda emotiva dell'omicidio, vari politici in California e negli Stati Uniti appoggiarono la genesi e l'implementazione della Three-strikes law (legge che determina come una persona colpevole di tre reati debba venire automaticamente condannata all'ergastolo) e il California's Three Strikes act divenne legge l'8 marzo 1994.